# Hyphidie
Hyphidien sind mehr oder weniger dünne, sterile Hyphenenden, die man bei einigen Pilzgruppen in der Fruchtschicht (Hymenium) finden kann. Wie Zystiden stehen sie zwischen den Basidien und können diese teilweise überwachsen. Besonders in der älteren Literatur findet man bisweilen auch die missverständlichen Bezeichnungen Paraphyse, Pseudoparaphyse und Paraphysoide. Um Missverständnissen vorzubeugen, gibt es heute unter den Mykologen den allgemeinen Konsens, dass man den Begriff „Paraphyse“ und davon abgeleitete Begriffe, die das Suffix „-physe“ verwenden, nur noch bei den Schlauchpilzen (Ascomyceten) verwendet.
Hyphidien kommen vor allem bei den Schicht- und Krustenpilzen vor, die ein Catahymenium besitzen; ihre Hauptaufgabe dürfte der Verdunstungsschutz sein. In der Regel unterscheidet man zwischen drei verschiedenen Typen von Hyphidien:
- Die einfachen Hyphidien, die un- oder fast unverzweigt sind, bilden den ersten Hyphidientyp. Sie werden auch als Haplohyphidien bezeichnet.
- Die Dendro- und Dichohyphidien gehören zum zweiten Typ. Dabei handelt es sich um Hyphidien, die spärlich bis stark verzweigt sind.
- Die Acanthohyphidien bilden den dritten Typ. Acanthohyphidien sind nicht oder kaum verzweigte Hyphidien, die zumindest an ihrer Spitze stachelartige Auswüchse haben.

Das Vorkommen oder Fehlen und die Form und Ausprägung der Hyphidien sind besonders bei den Vertretern der resupinaten Täublingsartigen (Russulales) ein wichtiges Bestimmungsmerkmal.
Acanthohyphidie
Acanthohyphidien sind mehr oder weniger dickwandige, zystidenähnliche Hyphidien mit kurz-fingerigen oder stacheligen Auswüchsen. Sie werden wegen ihrer Form auch als Flaschenbürsten-Hyphidien bezeichnet. Das Wort „Acanthohyphidie“ leitet sich vom altgriechischen Wort „akanthos“ Dorn ab. Besonders in der älteren mykologischen Fachliteratur wird häufig auch der Begriff Acanthophyse verwendet.
Dendrohyphidie
Dendrohyphidien oder Dendrophysen (veraltete Bezeichnung) sind bäumchenartig verzweigte Hyphiden, die zwischen den Basidien aus der Hymeniumschicht herausragen. Das Wort leitet sich von dem altgriechischen Wort „dendron“ (=Baum) ab. Dendrohyphidien sind zum Beispiel typisch für die Zystidenrindenpilze (Peniophora).
Dichohyphidie
Dichohyphidien oder veraltet Dichophysen sind Hyphidien mit einer dichotomen, also gabeligen Verzweigung. Diese sind unter anderem typisch für die Gattungen Vararia und Lachnocladium.
Paraphysen (bei stereoiden Pilzen)
In der älteren Literatur werden mitunter die dünnwandigen, sterilen Elemente des Hymeniums so bezeichnet. Besonders bei den Schichtpilzen wird der Begriff im gleichen Sinne wie Zystidiole verwendet. Eigentlich bezeichnet der Begriff die sterilen Schläuche im Hymenium von Ascomyceten. Siehe Paraphyse.
Pseudoacanthophyse
Pseudoacanthophysen sind dünnwandige Elemente des Hymeniums mit feinstacheligen Fortsätzen, wie man sie zum Beispiel bei Stereum insignitum findet.